# Surfer Girl
Surfer Girl — третий студийный альбом американской рок-группы The Beach Boys, вышедший в 1963 году на лейбле Capitol Records. Брайан Уилсон впервые указан в качестве продюсера пластинки. Surfin’ U.S.A. занял 7-е место в американском хит-параде.

## Обзор
Во время работы над альбомом по приглашению Брайана Уилсона к группе вновь присоединился гитарист Алан Джардин, ушедший из коллектива годом ранее. Заглавная песня альбома — «Surfer Girl» — заняла 7-е место; это — самая первая композиция Брайана Уилсона, которую он сочинил в 19 лет. Обратная сторона сингла — песня «Little Deuce Coupe» — также оказалась популярной, заняв 15-е место. Это побудило лейбл включить песню повторно в следующий альбом — Little Deuce Coupe, в который также повторно вошла другая песня с «Surfer Girl» — «Our Car Club». Эти песни обозначили новый нюанс в тематике ансамбля: к пляжам и сёрфингу теперь добавились гоночные автомобили. Сингл с «In My Room» занял 23-е место; для западногерманского рынка The Beach Boys чуть позже перезаписали песню на немецком языке под названием «Ganz allein». В «Catch a Wave» на арфе играет сестра Майка Лава Морин. В «The Surfer Moon» группа впервые задействовала струнные.

## Обложка
На обложку помещена фотография Кеннета Видера, сделанная им во время фотосессии 1962 года на пляже Парадайз-Коув для первого альбома группы Surfin’ Safari. При переиздании альбома в середине 1970-х гг. обложка была заменена на более позднюю фотографию.

## Список композиций
| №  | Название             | Автор(ы)                               | Вокал                       | Длительность |
| -- | -------------------- | -------------------------------------- | --------------------------- | ------------ |
| 1. | «Surfer Girl»        | Брайан Уилсон                          | Б. Уилсон                   | 2:26         |
| 2. | «Catch a Wave»       | Б. Уилсон / Майк Лав                   | М. Лав, Б. Уилсон           | 2:07         |
| 3. | «The Surfer Moon»    | Б. Уилсон                              | Б. Уилсон                   | 2:11         |
| 4. | «South Bay Surfer»   | Б. Уилсон / Карл Уилсон / Алан Джардин | М. Лав, Б. Уилсон           | 1:45         |
| 5. | «The Rocking Surfer» | Народная, аранжировка Б. Уилсона       | Инструментальная композиция | 2:00         |
| 6. | «Little Deuce Coupe» | Б. Уилсон / Роджер Кристиан            | М. Лав                      | 1:38         |

| №  | Название            | Автор(ы)                         | Вокал                       | Длительность |
| -- | ------------------- | -------------------------------- | --------------------------- | ------------ |
| 1. | «In My Room»        | Б. Уилсон / Гэри Ашер            | Б. Уилсон                   | 2:11         |
| 2. | «Hawaii»            | Б. Уилсон / М. Лав               | М. Лав, Б. Уилсон           | 1:59         |
| 3. | «Surfer’s Rule»     | Б. Уилсон / М. Лав               | Деннис Уилсон, Б. Уилсон    | 1:54         |
| 4. | «Our Car Club»      | Б. Уилсон / М. Лав               | М. Лав, Б. Уилсон           | 2:22         |
| 5. | «Your Summer Dream» | Б. Уилсон / Боб Норберг          | Б. Уилсон                   | 2:27         |
| 6. | «Boogie Woodie»     | Народная, аранжировка Б. Уилсона | Инструментальная композиция | 1:56         |

В 1990 году альбом был переиздан на одном компакт-диске вместе с пятым альбомом «Shut Down Volume 2» и включал три дополнительные песни: «Fun, Fun, Fun» (Single Version), «In My Room» (German Version) и «I Do».

## Участники записи
- Брайан Уилсон — бас-гитара, фортепиано, орган, вокал
- Майк Лав — вокал
- Карл Уилсон — соло-гитара, вокал
- Дэвид Маркс — ритм-гитара, вокал
- Алан Джардин — бас-гитара, вокал
- Деннис Уилсон — барабаны, вокал
- Хол Блейн — барабаны, перкуссия
- Стив Дуглас — саксофон
- Морин Лав — арфа

## Альбомные синглы
- «Surfer Girl» / «Little Deuce Coupe» (июль 1963; № 7; «Little Deuce Coupe» № 15).
- «Be True to Your School» / «In My Room» (1963; «In My Room» — № 23).